# Ушацько-Лепельська височина

Ушацько-Лепельська височина

Ушацько-Лепельська височина — височина на півночі Білорусі, в центральній частині Вітебської області. 
Протяжність з північно-заходу на південний схід 115 км, із заходу на схід від 22 до 45 км. Максимальна висота 279 м. Складена моренними суглинками, рідше валунними супесями. Озерні улоговини створюють мілкоконтурность поверхні. Річки: Ушача, Туровлянка, Дива, на півдні бере початок річка Улла. Озера часто поєднуються між собою невеликими протоками і струмками, в межах Вушацької групи займають 10% площі водозбору. Найбільші озера: Черствятське, Паульське, Отолово, Полозірря, Яново, на півдні височини — Лепельське озеро. На вершинах пагорбів збереглися березові, осикові, чорновільхові, соснові ліси. Поблизу озер в пониженнях осоново-злакові, злаково-різнотравні луки і низинні болота.